# Kleinstaaterei
Kleinstaaterei (tiếng Đức: [ˌklaɪnʃtaːtəˈʁaɪ], "chủ nghĩa địa phương, óc bè phái") là một thuật ngữ tiếng Đức (thường dùng với mục đích miệt thị) thể hiện sự chia cắt các khu vực lãnh thổ tại Đức cùng các vùng lân cận trong giai đoạn Đế chế La Mã Thần thánh (Đặc biệt là sau khi kết thúc Chiến tranh Ba mươi năm) và giai đoạn Bang liên Đức nửa đầu thế kỷ 19. Nó đề cập đến số lượng lớn các lãnh địa Giáo hội, lãnh địa thế tục và các thành phố tự do. Một số chúng có diện tích chỉ lớn một chút so với một thị trấn hoặc là bao gồm một tu viện hoàng gia với các khu đất bao quanh. Theo ước tính, vào khoảng thời gian khác nhau trong suốt thế kỷ 18, số lượng các vùng lãnh thổ của Đức giao động từ 294 đến 348 hoặc nhiều hơn.

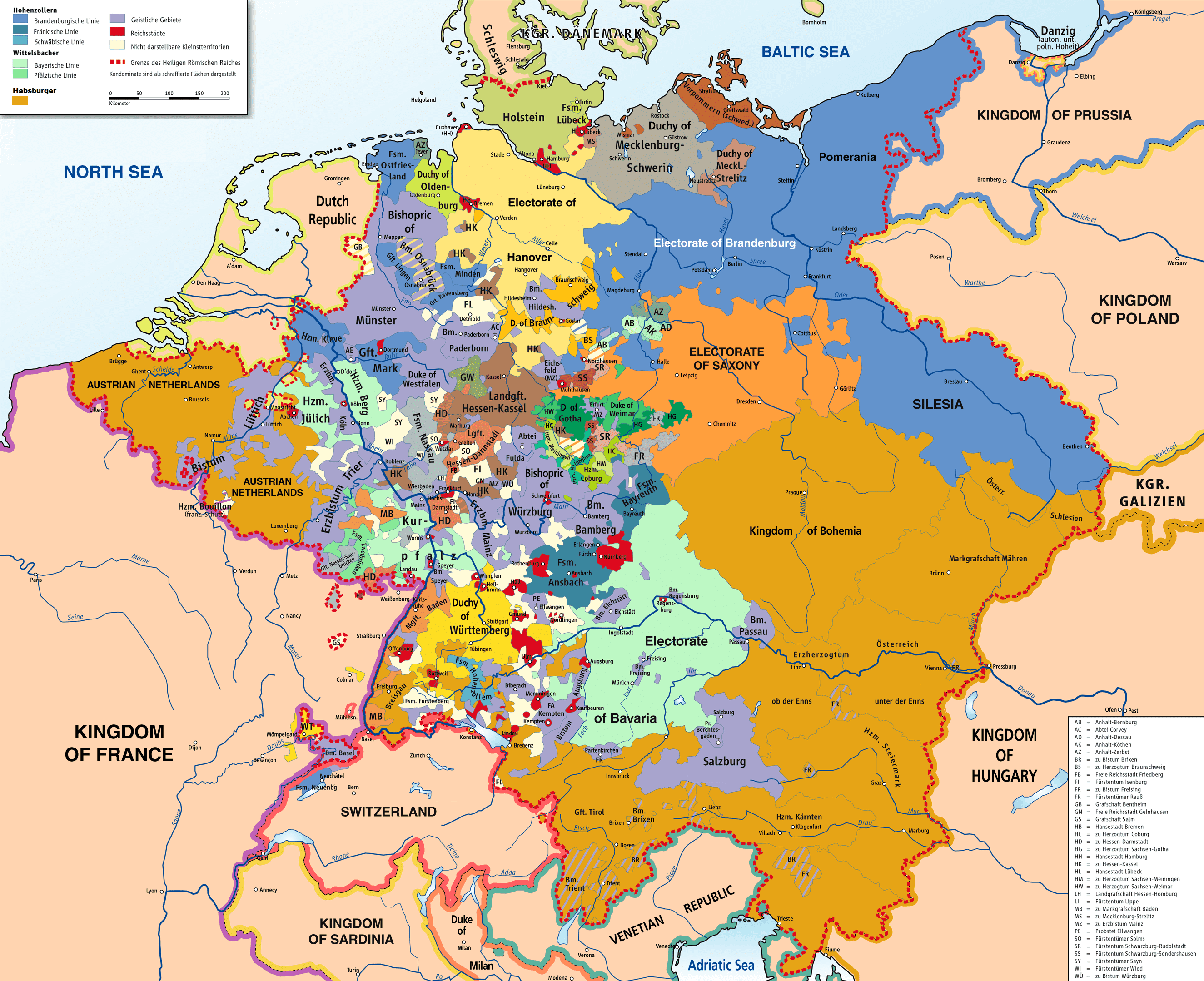
Đế chế La Mã Thần thánh vào năm 1789.

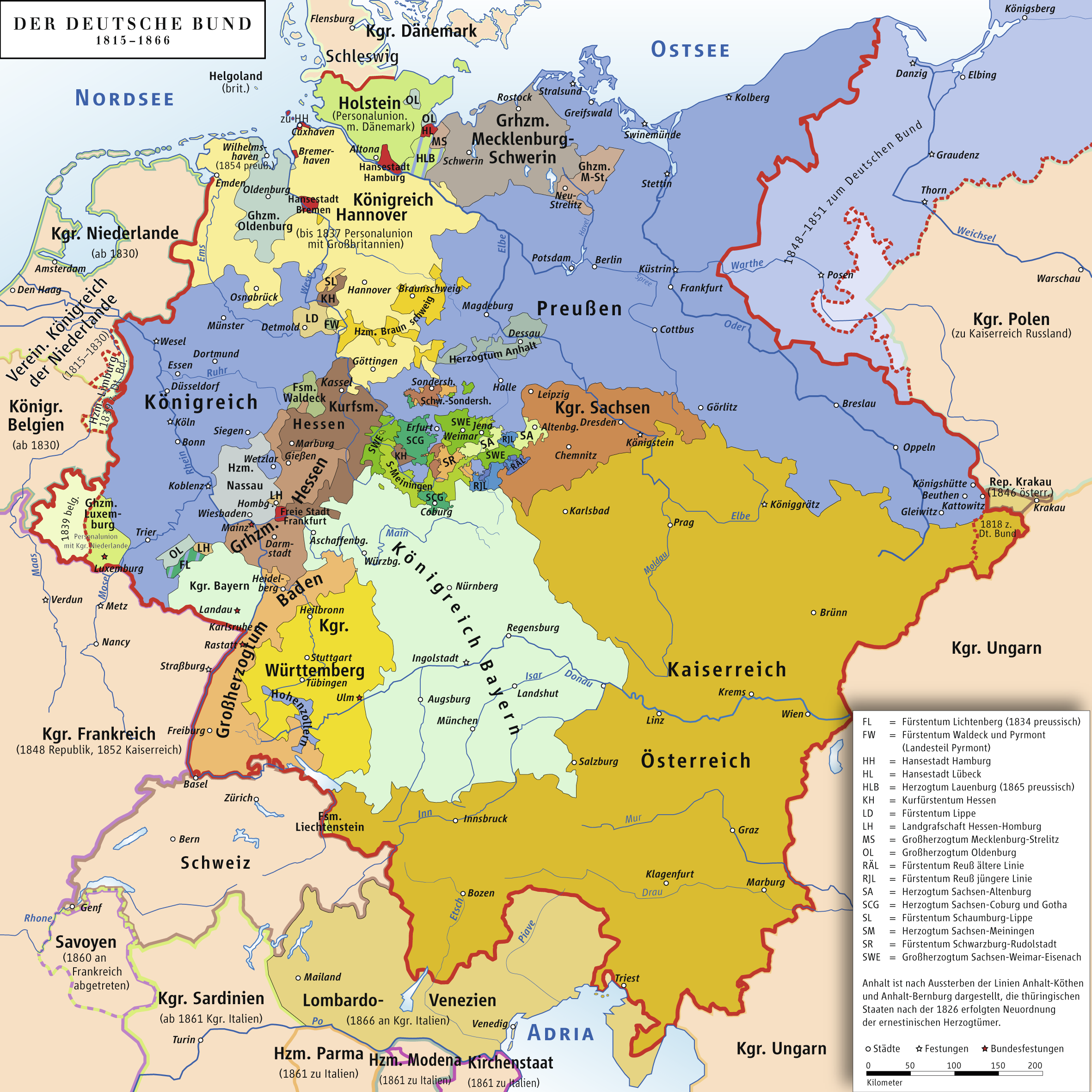
Bang liên Đức (1815–1866) gồm 39 bang.

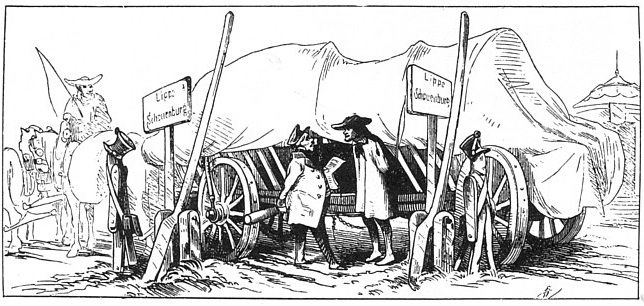
Tranh biếm họa tại Đức năm 1834 châm biếm lãnh thổ rất nhỏ của Công quốc Schaumburg-Lippe, một trong nhiều quốc gia siêu nhỏ của Bang Liên Đức.

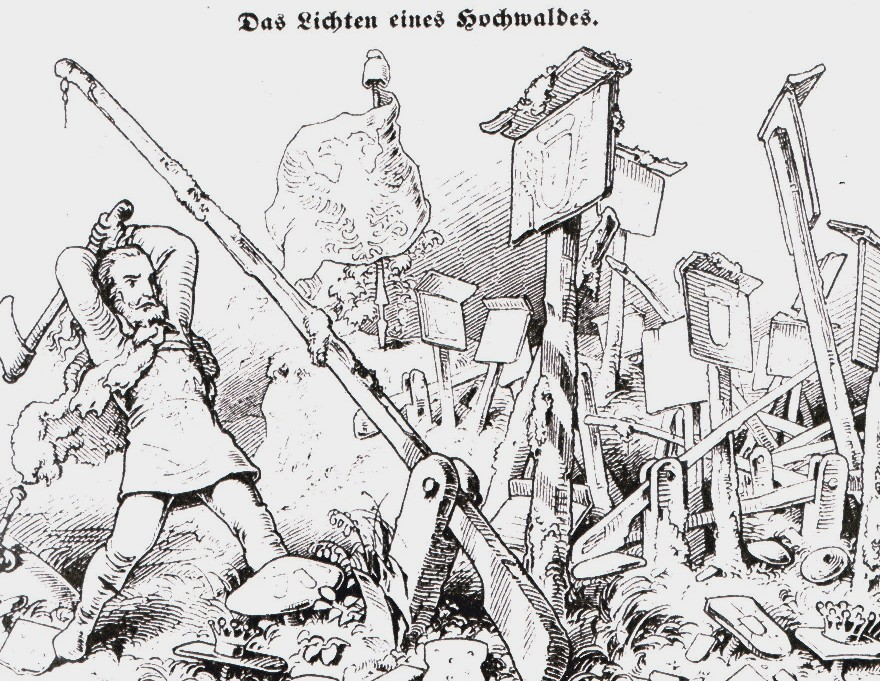
Tranh biếm họa phản đối Kleinstaaterei đầu thế kỷ 19 kêu gọi xóa bỏ vô số rào cản giữa các Nhà nước.

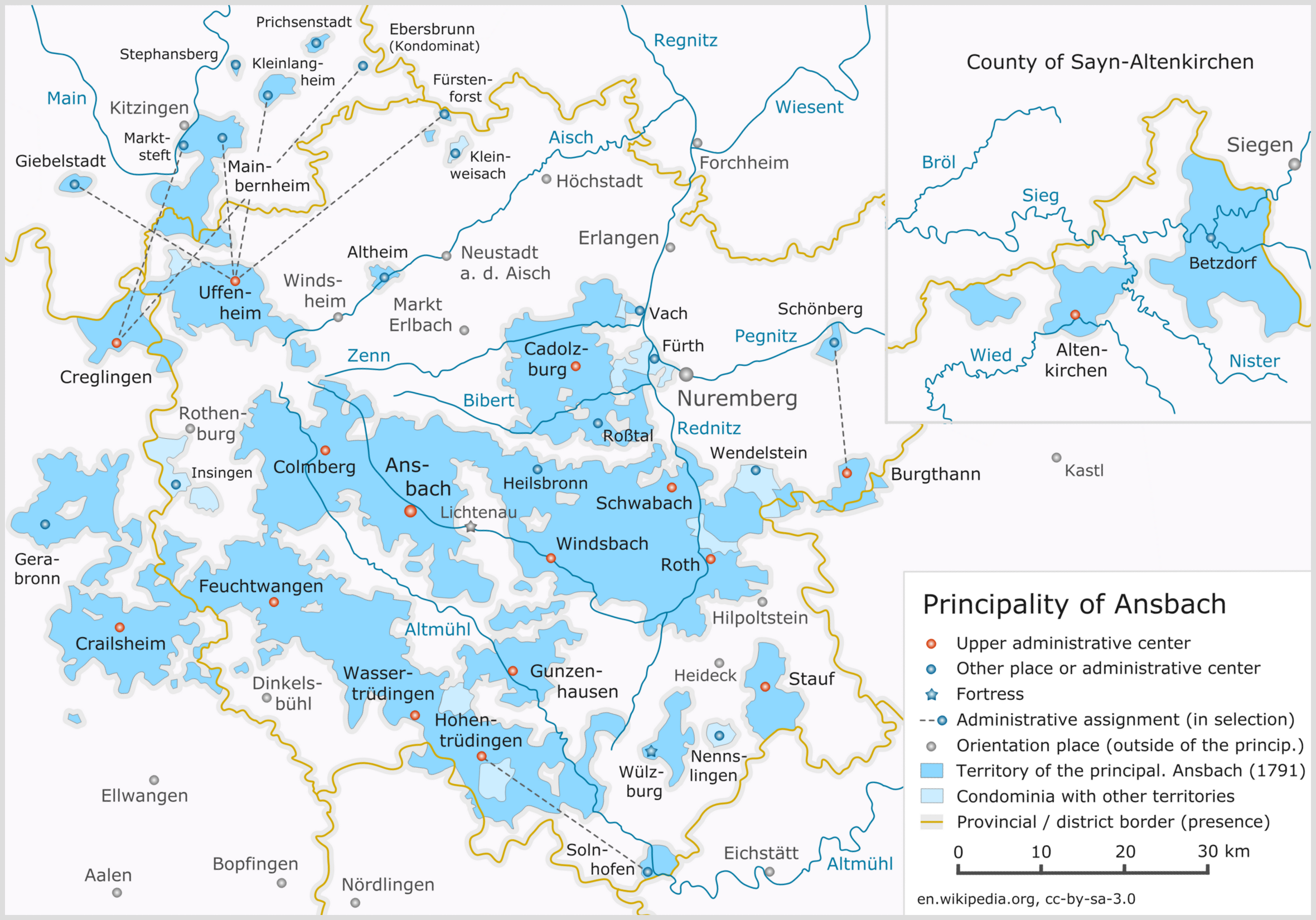
Sự phân chia lãnh thổ của Công quốc Ansbach.

Giáo phận vương quyền Liege như một bản sao Kleinstaaterei của Pháp. Liège là một phần của Đế chế La Mã Thần thánh vào năm 800.

Việc phân mảnh lãnh thổ xảy ra do nhiều nguyên nhân: sự thành lập lãnh thổ bừa bãi của nhiều Nhà nước, việc phân chia tài sản thừa của các triều đại,...Từ đó dẫn đến việc trong Đế chế La Mã thần thánh, một số lượng lớn các quốc gia ra đời có lãnh thổ không liền mạch.
Một trường hợp điển hình cho việc này là câu chuyện về Wilhelm von Humboldt và những người bạn của mình tới từ Brunswick, thủ đô của Công quốc Brunswick-Wolfenbüttel, đến Pháp vào mùa hè năm 1789. Để quan sát cuộc cách mạng đang diễn ra ở Paris, nhóm của Humbild đã phải đi qua sáu công quốc, bốn lãnh địa giáo hội và một thành phố đế quốc tự do (Aachen) để đến được biên giới Pháp.

## Lịch sử
Các công quốc gốc độc lập và hùng mạnh (tồn tại từ trước khi đế chế Carolus sụp đổ) cùng với sự ra đời của Đông Francia vào thế kỷ 9 về cơ bản đã định hình nên thành phần cấu thành của Đế chế. Không như các Vương quốc Châu Âu khác, một Quốc hội Đế chế bầu ra vua từ những Tuyển công tước địa phương sau khi dòng họ Carolingian suy tàn vào năm 898. Cơ chế này ngăn ngừa việc khuyếch trương quyền lực của các Thân vương quốc - những thế lực chủ trương chống lại chính quyền Trung ương, củng cố lợi ích cá nhân, đòi quyền tự trị và giải quyết các xung đột bằng chiến tranh.
Thời kỳ không có người đứng đầu từ năm 1245 đến năm 1312 và từ năm 1378 đến năm 1433 đã làm gia tăng bất ổn chính trị và củng cố các liên minh cộng đồng, tiêu biểu là Liên minh các thành phố Swabian, liên minh Hanseatic và Cựu Liên Bang Thụy Sĩ. Mối thù giữa các tiểu lãnh chúa - những người được nhận thái ấp từ đất của Hoàng đế, dẫn đến các cuộc chiến như chiến tranh bá tước Thuringianled và càng làm tăng thêm sự chia rẽ lãnh thổ. Những thành phố tự do, nhiều nơi được thành lập bởi các vị vua và hoàng đế Đức từ thế kỷ 10 đến thế kỷ 13, ban đầu được cai quản bởi Vogt, chư hầu trực tiếp của Hoàng đế. Dần dần các thành phố giành được độc lập khi các quý tộc thành phố thực sự nằm toàn bộ quyền hành chính và tư pháp.
Năm 1495 hoàng đế Maximilian I đã cố gắng để cải tổ đế chế. Pháp viện Đế chế (Reichskammergericht) được thành lập, triều đình bắt đầu đánh thuế, quyền lực của Nghị viện đế quốc (Reichstag) được tăng cường. Tuy nhiên những cải cách đã phải chùn bước vì tình trạng phân mảnh Đế chế vẫn tiếp diễn. Cuộc Cải cách Kháng nghị là đại diện tiêu biểu cho những mối đe dọa ảnh hưởng đến sự toàn vẹn lãnh thổ của Đế chế. Năm 1546, Hoàng đế Charles V đã tuyên bố: ...Nếu chúng ta không can thiệp ngay bây giờ, tất cả các lãnh thổ của Đức sẽ đứng trước nguy cơ bị chia rẽ vì đức tin... Với hiệp định Augsburg năm 1548, ông đã bất thành trong việc hòa giải sự ly giáo ở Đức, thay vào đó lại càng kích động thêm những phong trào Kháng cách mới.
Từ thế kỷ 17, Vương quốc Phổ nổi lên như một cường quốc có ảnh hưởng lớn thứ hai trong đế chế, đã sát nhập những vùng đất và lãnh thổ không phải của Đức bên ngoài đế chế, đồng thời loại bỏ các lãnh thổ quan trọng của Đức một cách hợp pháp.
Ngoài hai hình thái trên, Đế chế La Ma Thần thánh bao gồm hàng trăm Thân vương quốc nhỏ nói tiếng Đức, hầu hết đều có nguồn gốc từ quá trình liên tục phân chia các triều đại, một vài được phản ánh trong những cái tên ghép như Công quốc Saxe-Coburg; một vài thì được thống nhất thông qua những cuộc hôn nhân hoàng gia (dù lãnh thổ của chúng không giáp nhau). Trong thời cận đại, những nhà nước nhỏ đã tiến hành cải cách quân đội, luật pháp và hành chính. Điều này thì khó xảy ra ở cấp Trung ương, Hoàng đế chỉ là một kẻ bù nhìn của Bang liên Phong kiến không hơn không kém, không có ảnh hưởng chính trị và quân sự. Sau cuộc Cải cách Kháng nghị, các quốc gia nhỏ bé của Đế quốc bị chia cắt theo các dòng phái Tôn giáo. Những người đứng đầu các triều đại Công giáo La Mã phải đối đầu với các triều đại Tin Lành trong Chiến tranh Ba mươi năm và các cuộc xung đột khác.
Sau khi Hoàng đế Pháp Napoleon Bonaparte ép buộc Hoàng đế Thánh chế La Mã, Francis II giải tán đế chế vào năm 1806, hệ thống Kleinstaaterei đã bị thay đổi, nhưng không bị loại trừ. Thông qua việc loại bỏ những lãnh thổ cai trị bởi các giám mục vương quyền và việc hợp nhất các vùng lãnh thổ tách rời và các công quốc láng giềng, Napoleon đã tinh giảm từ vài trăm còn hơn hai mươi nhà nước tập trung vào Liên bang Rhein. Liên bang này không còn tồn tại sau khi quân đội của Naopoleon thất bại trước quân Liên minh, nhưng những công quốc trước đó không được phục hồi hoàn toàn. Vương quốc Phổ và đế quốc Áo—những nhà nước kế thừa triều đại Habsburg — là những cường quốc lớn mạnh duy nhất ở Đức, cả hai đều không thuộc Liên bang Rhein. Liên minh thắng trận, bao gồm cả Phổ và Áo đều quyết định tại Đại hội Viên (1814–1815) về việc phục hồi các triều đại trên quy mô lớn. Mặc dù việc hợp nhất của Napoleon vẫn được duy trì, Áo và Phổ đã tự mình giúp các lãnh thổ trước kia giành độc lập. Việc phân chia lãnh thổ dẫn đến một hệ thống thống nhất bao gồm khoảng 40 nhà nước - Kleinstaaterei thời tiền Napoleon.
Sự trỗi dậy của Chủ nghĩa dân tộc khắp Châu Âu mang đến những phong trào đấu tranh cho "Quốc gia dân tộc", mỗi quốc gia sẽ lãnh đạo một dân tộc. Những người theo chủ nghĩa dân tộc Đức bắt đầu đấu tranh cho một nước Đức thống nhất. Việc kêu gọi về một Quốc gia dân tộc là một trong những yêu cầu trọng tâm của Cách mạng 1848, nhưng các triều đại cai trị ở nhà nước nhỏ và ở nhà nước đa quốc gia như Áo và Phổ đã thành công trong việc loại chống lại những nỗ lực thống nhất của những người theo Chủ nghĩa dân tộc. Ngoài ra, nhà văn và chính khách người Đức Goethe luôn phản đối điều này, đã viết: "Frankfurt, Bremen, Hamburg, Luebeck rộng lớn và rực rỡ, ảnh hưởng của họ đến sự thịnh vượng là không thể lường trước được. Tuy nhiên, liệu họ còn như thế nếu mất đi sự độc lập và bị sát nhập như một tỉnh thành của Đế chế Đức vĩ đại? Tôi có lí do để lo lắng về điều này"
Chỉ sau khi Thủ tướng Phổ Otto von Bismarck từng bước xây dựng nên một Nhà nước Đức thống nhất dưới sự lãnh dạo của Vương triều Phổ Hohenzollern thì Kleinstaaterei mới kết thúc trên quy mô lớn vào năm 1871 với sự thành lập của đế quốc Đức. (Chỉ còn những công quốc nhỏ tồn tại—Luxembourg và Liechtenstein—những quốc gia nằm ở ngoài phạm vi nói tiếng Đức). Sự thành lập của đế quốc Đức đã tạo nên một Quốc gia dân tộc trên quy mô lớn. Trong khi Đế quốc Đức tiến hành loại bỏ những vùng đất của Gia tộc Habsburg nhưng là lãnh thổ thuộc đế quốc Áo-Hung, nó đã bao gồm những tộc người Ba Lan ở Đông Phổ cũng như các dân tộc khác ở biên giới phía Bắc và phía Tây. Việc thống nhất đế quốc Đức đã đưa nước này lên bàn đồ chính trị như một đại cường quốc ở Châu Âu, mặc dù đã quá muộn để trở thành một đế quốc thực dân hùng mạnh. Trong lòng nước Đức, đường biên giới và một vài nhà nước nhỏ vẫn tiếp tục tồn tại cho đến các bang như ngày nay được thành lập trong Nhà nước Cộng hòa Liên bang Đức sau Chiến tranh thế giới thứ hai.
Bản chất phi tập trung của Kleinstaaterei khiến nền kinh tế Đức khó phát huy hết tiềm lực của mình. Khác nhau trong hệ thống trọng lượng, đo lường, tiền tệ và thuế quan làm cản trở thương mại và đầu tư, mặc dù sự ra đời của Liên minh quan thuế Đức đã bắt đầu dỡ bỏ những rào cản này. Sự tăng trưởng kinh tế đáng kinh ngạc của các bang Đức sau khi thống nhất dưới thời Thủ tướng Bismarck càng chứng tỏ Kleinstaaterei kìm hãm kinh tế. Kleinstaaterei đã góp phần vào sự đa dạng văn hóa Đức.

## Ngày nay
Hiện nay, Kleinstaaterei thỉnh thoảng được sử dụng trên các phương tiện truyền thông Đức, nó cũng được sử dụng để chỉ trích thể chế chính trị Liên bang của Đức. Năm 2010, Kleinstaaterei thường được sử dụng nhiều nhất đế khẩn cầu về những vấn đề trong chính sách giáo dục, như là khó khăn mà các hệ thống trường học gây ra cho trẻ em và gia đình khi mà họ chuyển từ bang này đến bang khác.